# Carlshall (Villa)

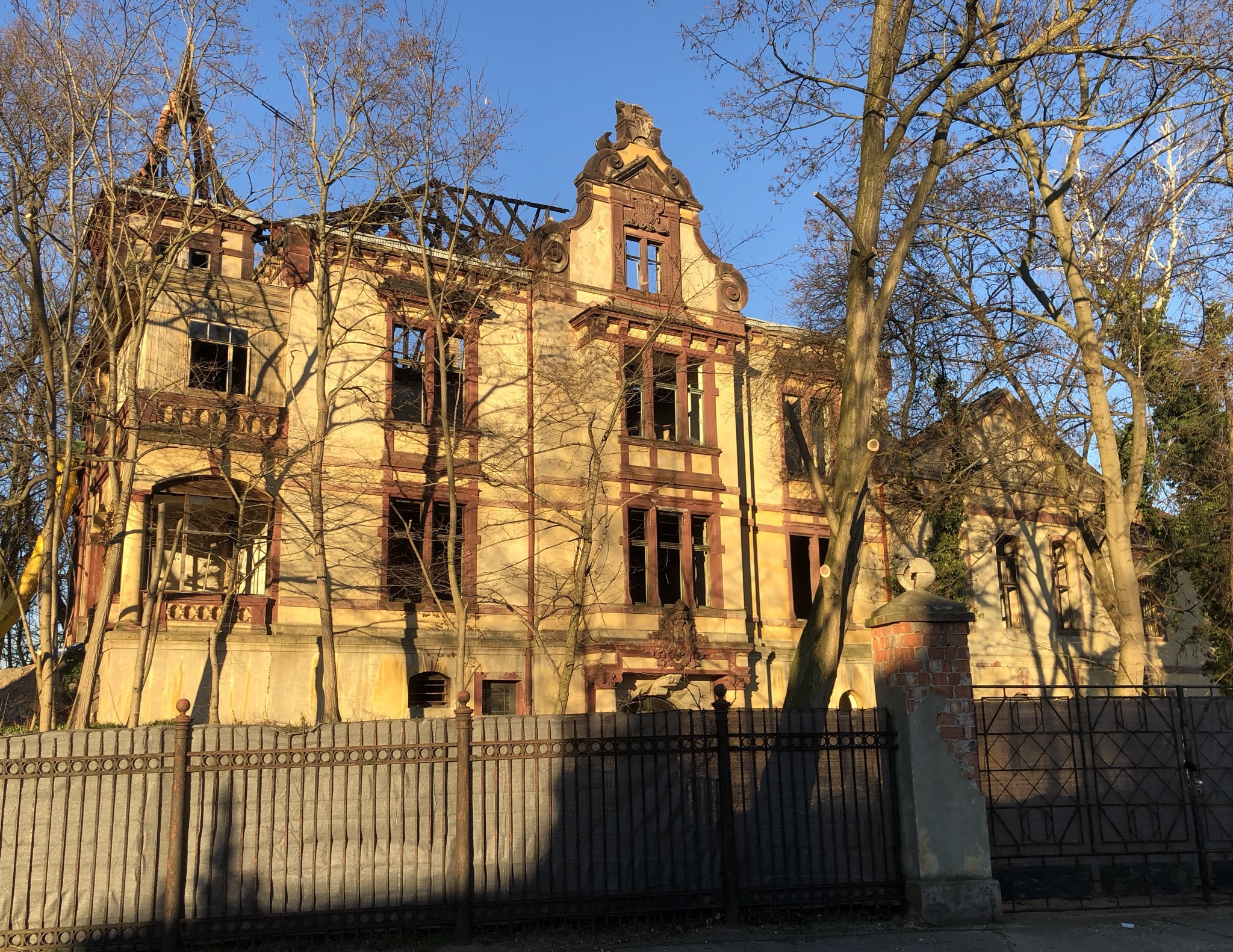
Carlshall, 2019

Carlshall ist eine denkmalgeschützte Villa in Schönebeck (Elbe) in Sachsen-Anhalt.

## Lage
Sie befindet sich auf der Nordseite des Hohen Wegs an der Adresse Hoher Weg 11.

## Architektur und Geschichte
Die Villa mitsamt parkähnlichem Garten entstand Anfang des 19. Jahrhunderts als Jagdschloss des preußischen Prinzen Carl von Preußen. In der Zeit um 1860 gehörte sie dem Stadtverordnetenvorsteher und Unternehmer G. Hoyer. Im Jahr 1898 erfolgte ein Umbau des Hauses. In späterer Zeit wohnte der Direktor der Elbeschifffahrtskontor AG, W. Wankel, in der Villa.
Im Jahr 2019 war die Villa ruinös und sanierungsbedürftig. Heute (Stand 2021) befindet sich das Gebäude in Sanierung, der ausgebrannte Dachstuhl wurde zum Teil schon entfernt.
Im örtlichen Denkmalverzeichnis ist die Villa unter der Erfassungsnummer 094 61010 als Baudenkmal verzeichnet.